# Tom és Jerry – Tengerész egerész
A Tom és Jerry – Tengerész egerész (eredeti cím: Tom and Jerry: Shiver Me Whiskers) 2006-ban megjelent amerikai 2D-s számítógépes animációs film, amely a Tom és Jerry videófilmsorozatának negyedik része. Az animációs játékfilm rendezője Scott Jeralds, producere Tom Minton. A forgatókönyvet Chris Painter írta, a zenéjét Mark Watters szerezte. A film a Turner Entertainment és a Warner Bros. gyártásában készült, a Warner Home Video forgalmazásában jelent meg. Műfaja kalandos filmvígjáték. Amerikában 2006. augusztus 22-én, Magyarországon 2006. november 21-én adták ki DVD-n.

## Cselekmény
A film egy nagy óceánban kezdődik, ahol hatalmas vihar van hangos mennydörgéssel. Egy nagy hajó vitorlázik azon az óceánon. A hajón egy kalózcsoport tartja a főtvitorla. Minden a kalózok félnek a vihar. Ezután folytatódik Tom, a macska és Jerry, az egér, akik a hajó kabinjában alszanak. Ron használ egy csúzli, hogy őket a fedélzeten, vitorlázás, hogy megtalálják az elveszett kincs a spanyol sörény. Egy hullám összeomlik Ron hajója ellen, és vele együtt egy üveg, ami Ron térképét tartalmazza. Tom titokban tartja a térképet, de a koponya, amely történetesen a spanyol sörény kapitányának, Don Diego de Clippershears szellemének felel meg, figyelmezteti Tomot, hogy a térképet ma este naplementéig vissza kell adni az óceánba, vagy az átok megkezdődik. Tom és Jerry is összefutnak egy hatalmas tintahallal. Tomnak azonban sikerül elmenekülnie, ha ráüt egy ágyút.
Ezen a ponton Ron hajóját megtámadja egy kék kalózhajó, amelyet Ron testvére, a kék kalóz Bob vezet. Ron és Bob alig beszélnek, de papagájtársaik, Stan (red parrot) és Betty (blue parrot) fordítják le. Egy csata zajlik a rivális kalózcsapatok között, beleértve Spike-ot, Bob kabaláját. Miután Ron letölti a térképet, elkezdi lőni Bob hajóját. Ron és a kalóz legénysége úgy ünnepelnek, ahogy Ron ellenőrzi a térképet. Jerry úgy dönt, hogy szemet vet a térképre, és másolatot készít a bandanájáról. Hirtelen megjelenik a koponya, kezdve az átkot. Ron dühös Tomra, mert nem mondta el neki az átokról(Tom el akarta mondani neki, de ezt nem tudta megtenni, mivel néma karakter). A szellem egy kalózokból álló csontváz legénységgé alakul, és átveszi a hajót, ami Ron legénységét a hajó elhagyására készteti. A mentőcsónak sikerül leszállni ugyanazon óriás tintahal tetején, amelybe Tom korábban belefutott. Feldühödött, Ron teszi Tom dolgozni azáltal, hogy neki sorban egészen Yo-Ho Island, ahol a kincs a spanyol sörény van eltemetve. Tom azonban úgy dönt, hogy magára hagyja Ron embereit, és evezővel eléri a Yo-Ho-szigetet. Azonban egy cápa megtalálja Tomot és Jerryt, és gondjaik vannak a Yo-Ho-sziget dzsungelében! Jerry kap egy pillangó, miközben üldözi Tom át a futóhomok gödör. De Tom csapdába esik a futóhomokban, így Jerrynek meg kellett mentenie. Miután kihúzták Tomot, meg kellett találniuk valahol, hogy biztonságban legyenek a kalózoktól.
A szigetre érve Tom és Jerry összefutnak Barnacle Paullal (más néven Purple Pirate Paul) és nem beszédes lila papagájával, Chuck-kal. Paul egy csapat majmok a szigeten, és elmondja Tom és Jerry arról, hogy ő és testvérei Ron és Bob készült térképek a megélhetésért, és véletlenül felfedezte a térképet a kincs a spanyol sörény. Pál eleget látott a térképből, hogy megismerje a szigetet, de nem elég ahhoz, hogy tudja, hol kell keresni, és több mint 40 éve nem keresi. Tom és Jerry elindulnak, amikor Ron megjelenik és elmondja Paulnak, hogy Tomnál van a térkép. Tom és Jerry sikerül kikerülni a kalózok és majmok, hogy elérje a vulkán, ahol végül megtalálják a bejáratnál, hogy a sír Don Diego de Clippershears.
Don Diego úgy dönt, hogy teszteli Tom és Jerry aktiválásával a biztonsági rendszer, hogy a tolvajok ki a sírból: egy kő guardian hasonlít egy csirke, a kabala a spanyol sörény. Tom és Jerry sikerül legyőzni a guardian és kinyit a kaput. Tom úgy dönt, hogy elhagyja Jerry mögé, befelé (mivel a kapzsi természete, részben elutasító Jerry, amikor az utóbbi használ neki, mint az élő csali, hogy legyőzze a gyám), de nem hallgat Don Diego elmondja neki egy csapda lépcsőházban. Jerry úgy dönt, hogy használja a fejét segítségével Don Diego, mint egy pajzs. A lépcsőház alján Tom feléled, és bemegy egy rúnákkal teli szobába. Jerry kell találni egy rúna, amely hasonlított egy Don Diego látható egy rövid ideig. Ha Jerry rossz rúnát választana, egy villámhárító áramütést okozna neki. Jerry rossz rúnát választ, de a villámrúd zaps Tomot, aki hamarosan lecsapja Jerryt.
Jerry eléri a barlangot, ahol a spanyol sörény kincse egyszerű látványban volt. Jerry tudja, hogy egy ilyen nagy kincset meg kell őrizni. Tom egyébként rohan, de megdöbbent, hogy ugyanazt az óriási tintahalat látja, mint a végső őrző. A tintahal azonban félelemben ismeri fel Tomot és sikoltozik, ami miatt egy szikla összetöri, sokat Don Diego szomorúságára (aki mágikus csapdáinak kudarcaival ideges, elveszíti az akaratát, hogy áldozatokat szerezzen kincsének). Miután visszaszerezte a kincset, Tom úgy dönt, hogy nincs szüksége Jerryre,és eldobja. Ron azonban dühösen mellette áll Tommal, és azzal vádolja, hogy el akarja lopni magának a kincset. Ron és Paul ezután kezdenek harcolni a kincs, mint Bob jön vitorlázás a hajó teljesen javított. A papagáj társaikra haragszik, a három testvér elhajítja a papagájokat, és folytatja a harcot. Mielőtt a harc Paul nézi a harcot Bob és Ron, és leveszi a kalapját, panaszkodott, hogy ez olyan, mint a régi időkben. Jerry, megragadva a lehetőséget, sikerül settenkedik a kincset el útján delfin. Tom egy mentőcsónakban folytatja, de minden szárazföldi mentőcsónakot szabotálnak. Spike észreveszi, hogy Bob hajója elhajózik, és a kalózok rájönnek,hogy most rekedtek. Tom egy utolsó árok erőfeszítést tesz, hogy egy pálmafából származó katapult segítségével szálljon fel a hajóra. Spike elkapja Tomot, és mindketten katapultálnak a hajóra. Jerry egy arany csontot kínál Spike-nak a barátság jeleként, és úgy dönt, hogy Tommal foglalkozik.
A hajón Jerry és Spike irányítják a hajót, míg Tom lepattan a fedélzetről. Eközben Ron, Bob és Paul és a többi emberük a szigeten maradnak, a kőcsirke elől menekülnek. Ahogy Jerry Mouse, Tom és Spike boldogan elhajóznak, Stan, Betty és Chuck végre találnak egy vezetőt, akivel kapcsolatba kerülhetnek.

## Szereplők
| Szereplő              | Eredeti hang                    | Magyar hang     |
| --------------------- | ------------------------------- | --------------- |
| Tom                   | William Hanna (archív felvétel) | saját hangján   |
| Jerry                 | William Hanna (archív felvétel) | saját hangján   |
| Spike                 | N/A                             | N/A             |
| Vörös Kalóz Ron       | Kevin Michael Richardson        | saját hangján   |
| Kék Kalóz Bob         | Kevin Michael Richardson        | saját hangján   |
| Chuck, a lila papagáj | Kevin Michael Richardson        | saját hangján   |
| Betty, a kék papagáj  | Kathy Najimy                    | Agócs Judit     |
| Stan, a piros papagáj | Charles Nelson Reilly           | Kassai Károly   |
| Bíbor Kalóz Paul      | Wallace Shawn                   | Várkonyi András |
| Koponya               | Mark Hamill                     | Orosz István    |

## Televíziós megjelenések
- Cartoon Network, RTL Klub, Boomerang
- TV2